# Pablo Ordejón Rontomé
Pablo Ordejón Rontomé (Madrid, 5 de gener de 1964) és un físic, científic i professor universitari espanyol.

## Trajectòria
Doctorat en física a la Universitat Autònoma de Madrid el 1992, va passar tres anys a la Universitat d'Illinois a Urbana-Champaign, als Estats Units, com a associat postdoctoral. Posteriorment, es va incorporar a la Universitat d'Oviedo (UO) com a professor ajudant. L'any 1999 va obtenir un lloc de personal investigador a l'Institut de Ciència de Materials de Barcelona (ICMAB) del Consell Superior d'Investigacions Científiques (CSIC), on actualment és professor d'investigació. Fou vicedirector de l'Institut Català de Nanociència i Nanotecnologia (ICN2), on dirigí el grup de 'Teoria i Simulació'. Des del 2012 és director d'aquest Institut Català de Nanociencia i Nanotecnologia (ICN2), on sota la seva direcció va obtenir l'any 2014 l'acreditació de Centre d'Excel·lència Severo Ochoa.
La seva recerca se centra en la simulació per ordinador de materials a escala atòmica, utilitzant mètodes de la mecànica quàntica. Ha desenvolupat esquemes eficaços per a simulacions en materials complexos, els quals
estan essent adaptats als superordinadors més potents del món. Els seus interessos actuals inclouen el transport electrònic i tèrmic en els dispositius manomètrics i els materials 2D com ara el grafè, entre molts altres. Ha publicat més de 190 articles científics, els quals han estat citats més de 23.000 vegades.
És cofundador de l'empresa derivada SIMUNE, que proporciona serveis de simulació d'ordinador a empreses que desenvolupen innovació tecnològica basada en nous materials. Ha esdevingut membre fundador del Barcelona Institute of Science and Technology (BIST) (2015), i també és membre de l'American Physical Society (APS) des del 2005, i membre de l'Academia Europaea (AE). A més de membre de diferents comitès científics internacionals, ha estat responsable d'avaluació científica a l'Agencia Nacional de Evaluación y Prospectiva (ANEP) i a la Red Española de Supercomputación (RES).

## Reconeixements
- 'Placa de Honor' de l'Associació Espanyola de Científics (2003)[2]
- 'Medalla Narcís Monturiol' atorgada pel Govern de la Generalitat de Catalunya (2018)[1]